# Xingbin
Xingbin är ett stadsdistrikt och säte för stadsfullmäktige i Laibins stad på prefekturnivå  i den autonoma regionen Guangxi i sydligaste Kina. Det ligger omkring 140 kilometer nordost om regionhuvudstaden Nanning. 
1. ↑  http://www.geohive.com/cntry/CN-45_ext.aspx